# Cessna CitationJet
Bei dem CitationJet handelt es sich um ein zweistrahliges Geschäftsreiseflugzeug des US-amerikanischen Flugzeugherstellers Cessna, das zur Flugzeugfamilie der Citation gehört. Er war die Grundlage zu den moderneren Varianten Citation CJ1+, CJ2+, CJ3 und CJ4.

## Geschichte
Der Cessna CitationJet (Modell 525) wurde als Ersatz für die Citation und Citation I geplant. Er wurde 1989 vorgestellt und absolvierte seinen Erstflug am 29. April 1991, dem die Zulassung am 16. Oktober 1992 und die erste Auslieferung am 30. März 1993 folgten. Gegenüber den Vorgängern wurden ein superkritischer Flügel mit Laminarprofil, ein T-Leitwerk und ein EFIS-Cockpit eingeführt. Die Cessna CJ hat die Seriennummern 525-0001 bis 0359, danach wurde die weiterentwickelte Version CJ1 gebaut.
Die Cessna Citation CJ1 (auch als Cessna 525 bezeichnet) wurde zusammen mit der CJ2 1998 vorgestellt. Sie ersetzte den Cessna CitationJet und unterscheidet sich vor allem durch verbesserte Elektronik und Effektivität. Die CJ1 wurde von der überarbeiteten Version CJ1+ abgelöst. Der Unterschied ist vor allem eine weitere Überarbeitung der Avionik. Durch den Einbau von FADEC fielen bei der CJ1+ wie auch bei der größeren CJ2+ die Schubabweiser an den Triebwerken weg.
Die Cessna Citation CJ2 (Cessna 525A) wurde 2000 zum ersten Mal ausgeliefert. Sie unterscheidet sich von der CJ1 vor allem in der Länge und besitzt eine sechs- statt fünfsitzige Kabine. Die Version CJ2+ erschien im April 2006. Wie bei der CJ1+ ist vor allem die Avionik überarbeitet worden, allerdings wurde bei der CJ2+ auch die Reichweite erhöht. Ebenso wie die CJ1+ kann auch die größere Version CJ2+ von einem Piloten geflogen werden. Analog zur Nummerierung der CJ/CJ1/CJ1+ sind alle Cessna 525A mit den Seriennummern 525A-0001 bis 0299 solche der Version CJ2, alle Flugzeuge mit höherer Seriennummer Cessna CJ2+.
Die Cessna Citation CJ3 (Cessna 525B) wurde im September 2002 angekündigt und vorgestellt. Nach ihrem Erstflug am 17. April 2003 folgte die Zulassung im Oktober 2004. Im Dezember desselben Jahres folgte die Markteinführung. Seit 2014 wird eine verbesserte Version als Citation CJ3+ angeboten.
Die Cessna Citation CJ4 (Cessna 525C) absolvierte ihren ersten Probeflug am 5. Mai 2008. Das erste Serienflugzeug hatte am 26. November 2009 seinen Rollout. Sie ist das bisher größte Muster der CJ Baureihe, darf von nur einem Piloten geflogen werden und wird von zwei FJ44-4A mit FADEC-Steuerung angetrieben. Sie verfügt über fünf Kabinenfenster auf der linken und sechs auf der rechten Seite. Das Cockpit ist mit einem Glascockpit Collins Pro Line 21 von Rockwell Collins mit vier Farbbildschirmen ausgerüstet. Die Klimaanlage erlaubt es Kabine und Cockpit getrennt voneinander zu regeln. Die Musterzulassung der FAA erfolgte am 24. März 2010 und die Erstauslieferung erfolgte am 20. April 2010. Im Juni 2019 wurde das 300. Exemplar ausgeliefert. Seit 2021 wird eine hauptsächlich in der Kabine überarbeitete Version als CJ4 Gen2 angeboten.

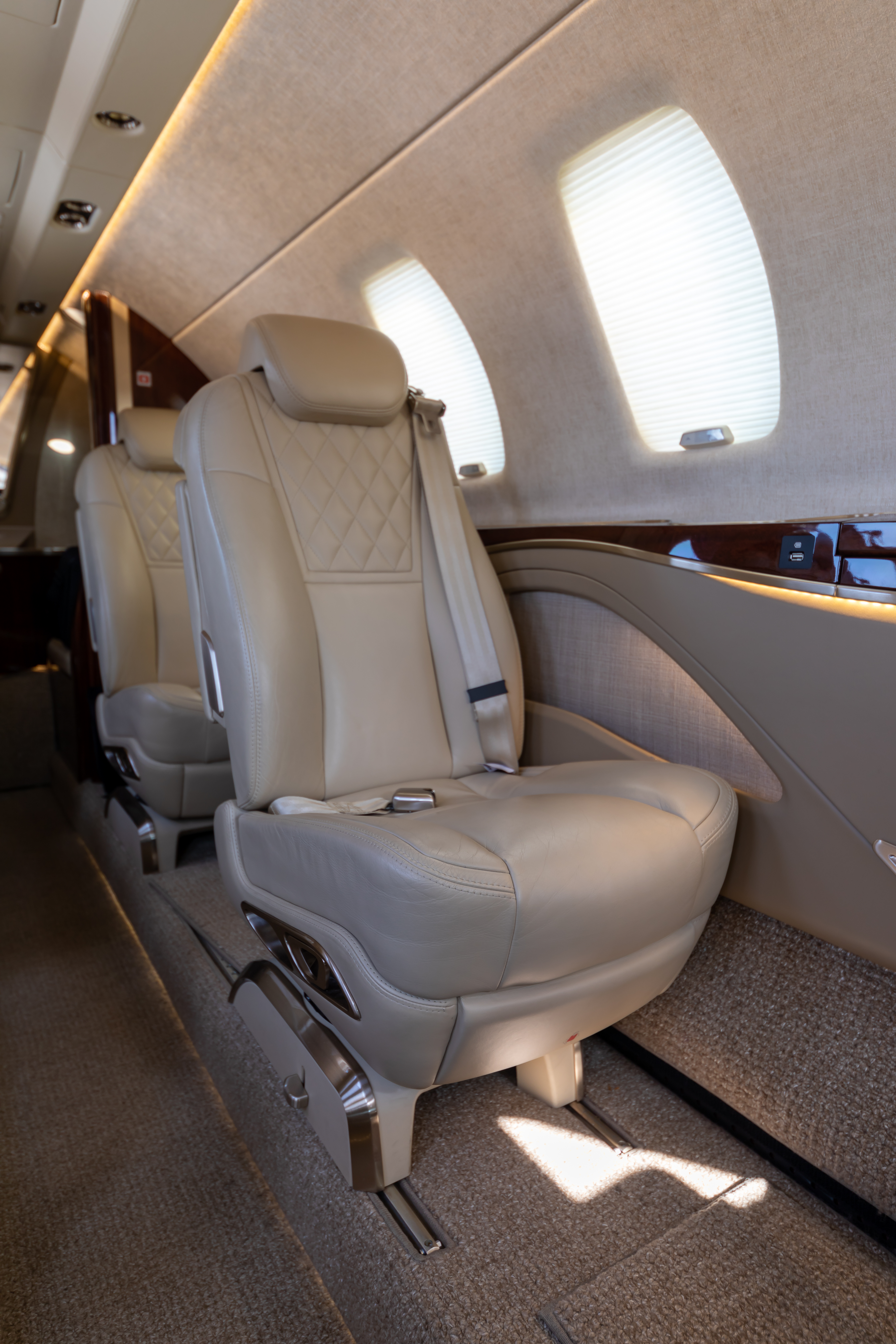
Neue Kabine der CJ4 Gen2

## Cessna 525 CitationJet CJ/CJ1/CJ1+

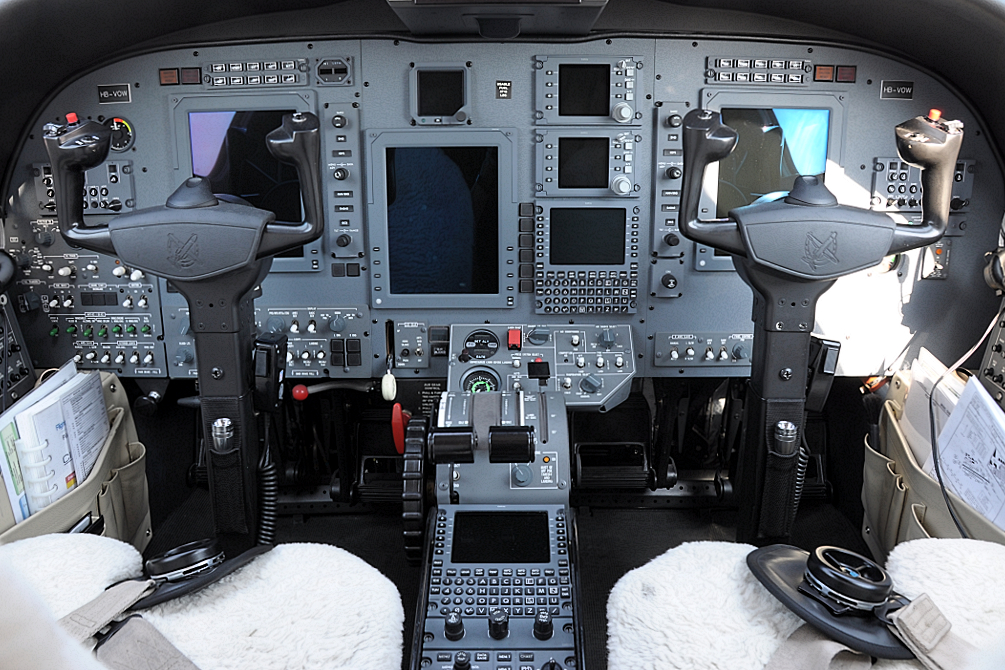
Cockpit eines Cessna 525B CitationJet 3

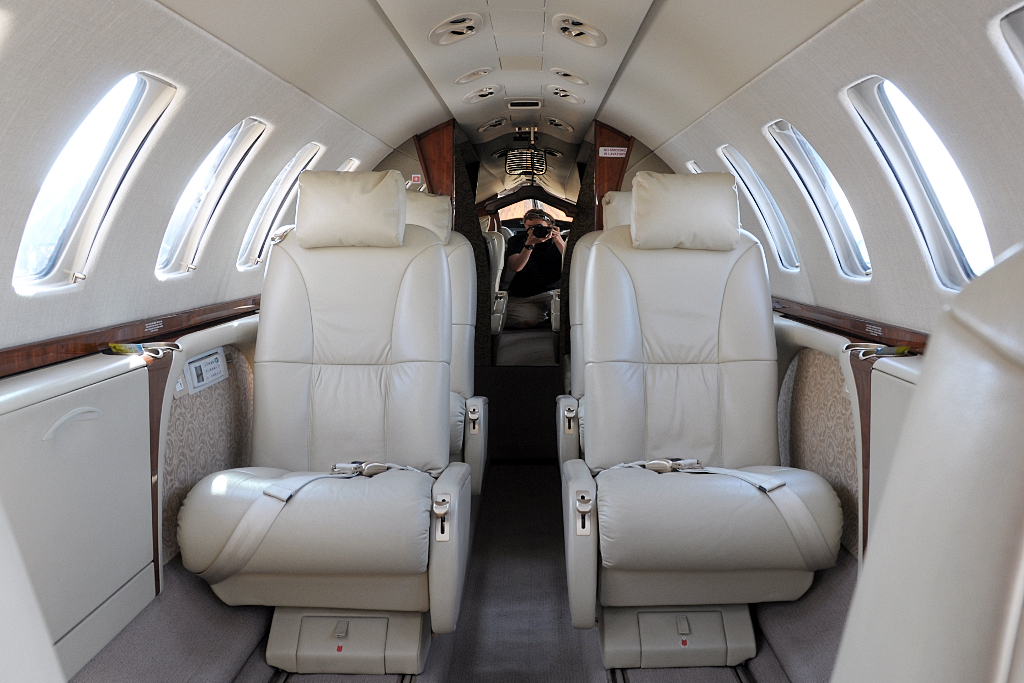
Die CitationJet-Kabine ist 1,47 m breit. Hier die Innenansicht einer CJ3

Die CitationJet CJ ist ein zweistrahliger Tiefdecker mit T-Leitwerk, der von Cessna seit 1993 gebaut wird. Als Antrieb dient (CJ1+) das Williams FJ44-1AP, das 8,72 kN (1.961 lbs) Schub erzeugt. Mittlerweile wird die Version CJ1+ gebaut. Die Cessna CJ1 umfasst den Seriennummer-Bereich 525-0360 bis 0599. Alle Flugzeuge der Baureihe Cessna 525 mit einer höheren Seriennummern sind Flugzeuge des Standards CJ1+.

### Triebwerk
Das Williams FJ44-1AP ist ein Turbofantriebwerk mit Zweiwellentechnik, das durch eine FADEC gesteuert wird, die den Piloten bei der Steuerung der Triebwerke entlastet und darüber hinaus das Triebwerk vor Beschädigungen durch unsachgemäßen Umgang schützt, in dem sie den Treibstofffluss über eine Fuel Delivery Unit (FDU) regelt. Die Luft wird im Triebwerk in zwei Kompressorsektionen (Fan mit einstufigem axialen Niederdruck- und einstufigen radialen Hochdruckkompressor) verdichtet, in der Brennkammer mit Kerosin vermischt und gezündet. Die expandierende heiße Luft treibt die Turbine an (einstufige axiale Hochdruck- und zweistufige axiale Niederdruckturbine). Dabei sind jeweils die Hochdruck- (äußere Hohlwelle) und Niederdruckkomponenten (innere Welle) durch ebendiese zwei Wellen verbunden.
Die Hochdruckwelle ist darüber hinaus noch mit der Accessory Gearbox verbunden, an die über ein Getriebe jeweils eine Hydraulik- und Ölpumpe, die FDU und ein Generator angeschlossen sind. Dieser funktioniert beim Anlassen des Triebwerks als Starter und versetzt die Hochdruckwelle in Drehung. Der weitaus größere Teil der Luft wird allerdings zwischen Triebwerk und Ummantelung beschleunigt (Fan auf Niederdruckwelle), da es sich beim FJ44 um ein sogenanntes Bypass-Triebwerk handelt (Bypass-Verhältnis: 3.3/1). Auch der größte Teil des Schubs (ca. 3/4) wird bei diesen Triebwerken durch die Masse dieses Mantelstroms (Luft durch Triebwerksummantelung) erzeugt. Ein Mantelstromtriebwerk arbeitet effizienter als ein reines Turbojet-Triebwerk, darüber hinaus verringert die Vermischung von kaltem Mantelstrom mit heißen Verbrennungsabgasen die Lärmemissionen.

### Flugzeugsteuerung
Die Cessna CJ/CJ1/CJ1+ besitzt primäre und sekundäre Steuerflächen. Zu den primären Steuerflächen gehören die Quer-, Höhen- und Seitenruder. Diese Steuerflächen werden von den Piloten über Kabel direkt angesteuert. Zur Verringerung der Kräfte beim Steuern sind alle Ruder mit einer Trimmung ausgestattet. Zur sekundären Steuerung bei der CJ1 gehören die Landeklappen und die Bremsklappen auf der Oberseite der Tragflächen. Diese werden hydraulisch gesteuert. Die Klappen können neben der eingefahrenen Stellung auf 15°, 35° oder 60° gefahren werden. Die Klappenstellung 60° wird dabei nur am Boden zum Bremsen des Flugzeuges genutzt. Wenn die Triebwerke mit geringer Leistung laufen, fährt die Klappenstellung 60° gleichzeitig die Bremsklappen aus.

### Treibstoff
Die CitationJets können diverse Kerosin-Derivate nutzen, wobei am häufigsten die Standardversion JET A-1 getankt wird. Bei diesem Kerosintyp und seiner spezifischen Dichte kann die CJ1 insgesamt 3.446 Pfund mit sich führen, wovon 3.220 Pfund ausfliegbar sind. Die beiden Tanks befinden sich dabei in den Tragflächen. Über Pumpen in den Tanks und an den Triebwerken gelangt der Treibstoff in die Brennkammer. Das Pumpen von Kerosin von einem Tank in den anderen zum Ausgleich von zu großen Unterschieden im Füllstand ist ebenfalls möglich, der maximal zulässige Unterschied in den Tanks beträgt 200 Pfund.

### Hydraulik
Der CitationJet ist mit einem Hydrauliksystem ausgestattet, welches neben Lande- und Bremsklappen auch das Fahrwerk ein- und ausfährt. Der Hydraulikdruck wird durch zwei von den Triebwerken angetriebene Pumpen erzeugt. Darüber hinaus besitzt das Bremssystem des Hauptfahrwerks noch ein eigenes Hydrauliksystem.

### Enteisungssysteme
Die Cessna 525 ist für Instrumentenflüge durch Vereisungsbedingungen zugelassen. Dazu werden drei unterschiedliche Vereisungsschutzsysteme genutzt: Triebwerkseinlässe, Tragflächenvorderkanten sowie Frontscheiben werden durch heiße Kompressorluft enteist (die sogenannte Bleed Air), das Höhenruder wird durch aufblasbare Luftkissen an der Vorderkante enteist. Für die Frontscheibe steht zusätzlich noch ein kleiner Alkoholvorrat bereit, der bei Ausfall der Bleed Air-Enteisung genutzt werden kann. Daneben gibt es für den Anstellwinkelgeber, die Messfühler für den statischen und den totalen Druck noch eine elektrische Enteisung. Um auch bei Nacht Vereisung feststellen zu können, kann die linke Tragfläche beleuchtet werden.

## Bedeutung
Neben dem Learjet ist die Cessna Citation-Familie das erfolgreichste Flugzeug seiner Klasse. Die Cessna CitationJet-Reihe wird wegen ihrer relativ kurzen Reichweite vor allem von Firmen für Kurzstrecken, zum Beispiel innerhalb Deutschlands, eingesetzt. Transatlantikflüge sind mit Zwischenstopps möglich. Der Vorteil gegenüber vergleichbaren Flugzeugen ist die kurze Startstrecke, die auch das Starten von kleineren Flughäfen ermöglicht.

## Technische Daten
Alle Angaben beziehen sich jeweils auf die aktuelle Marktversion.

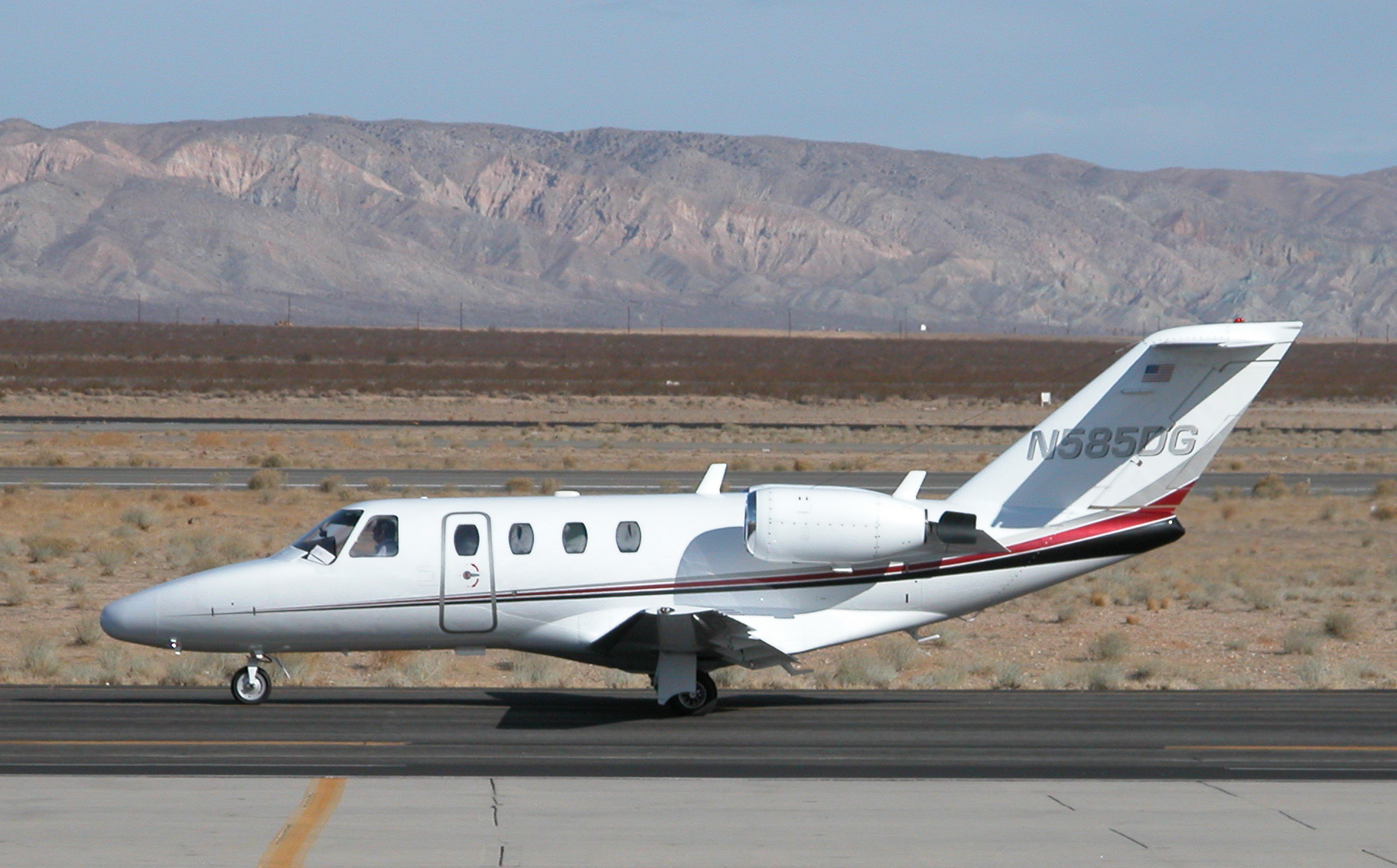
Cessna Citation CJ1

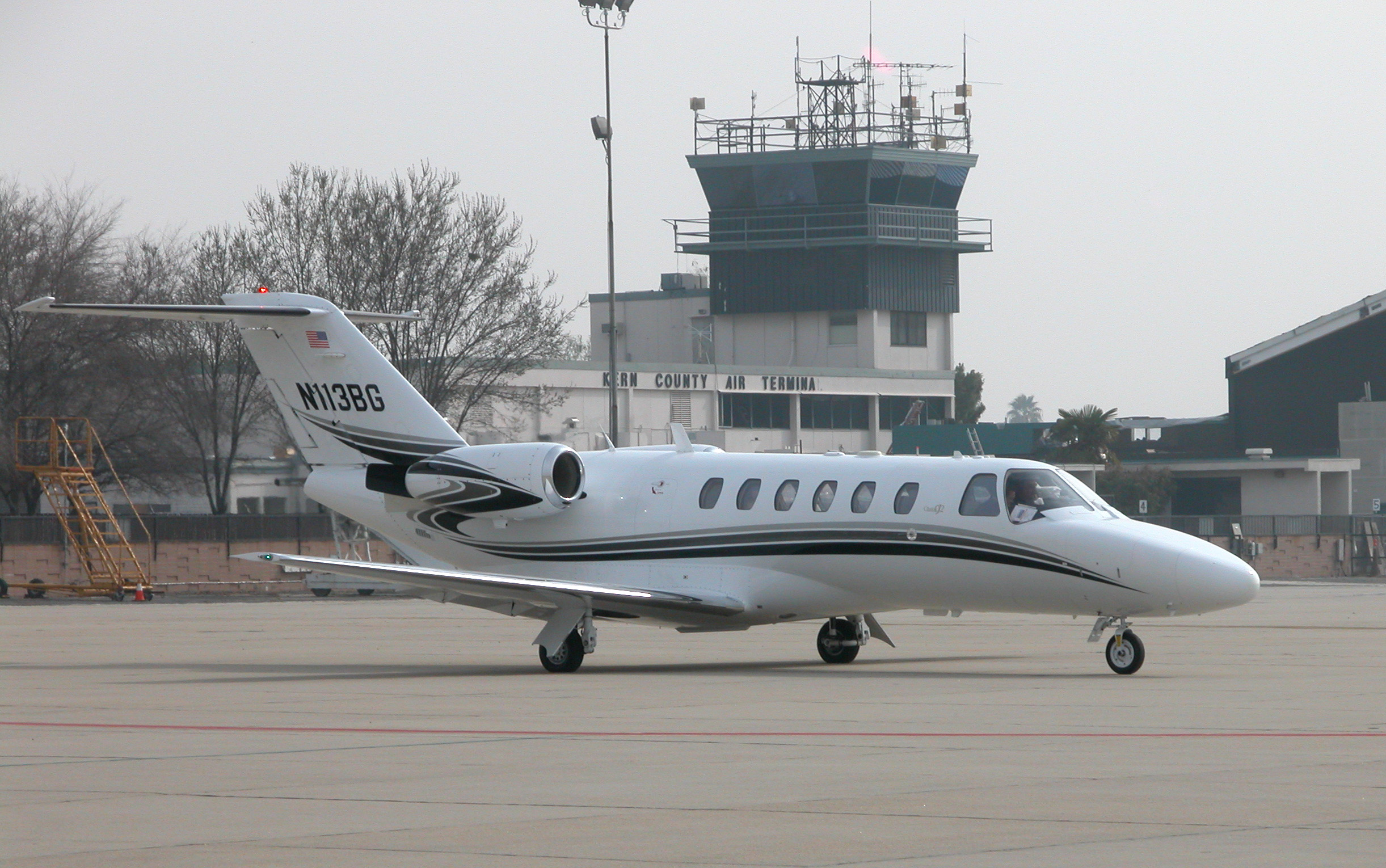
Cessna Citation CJ2

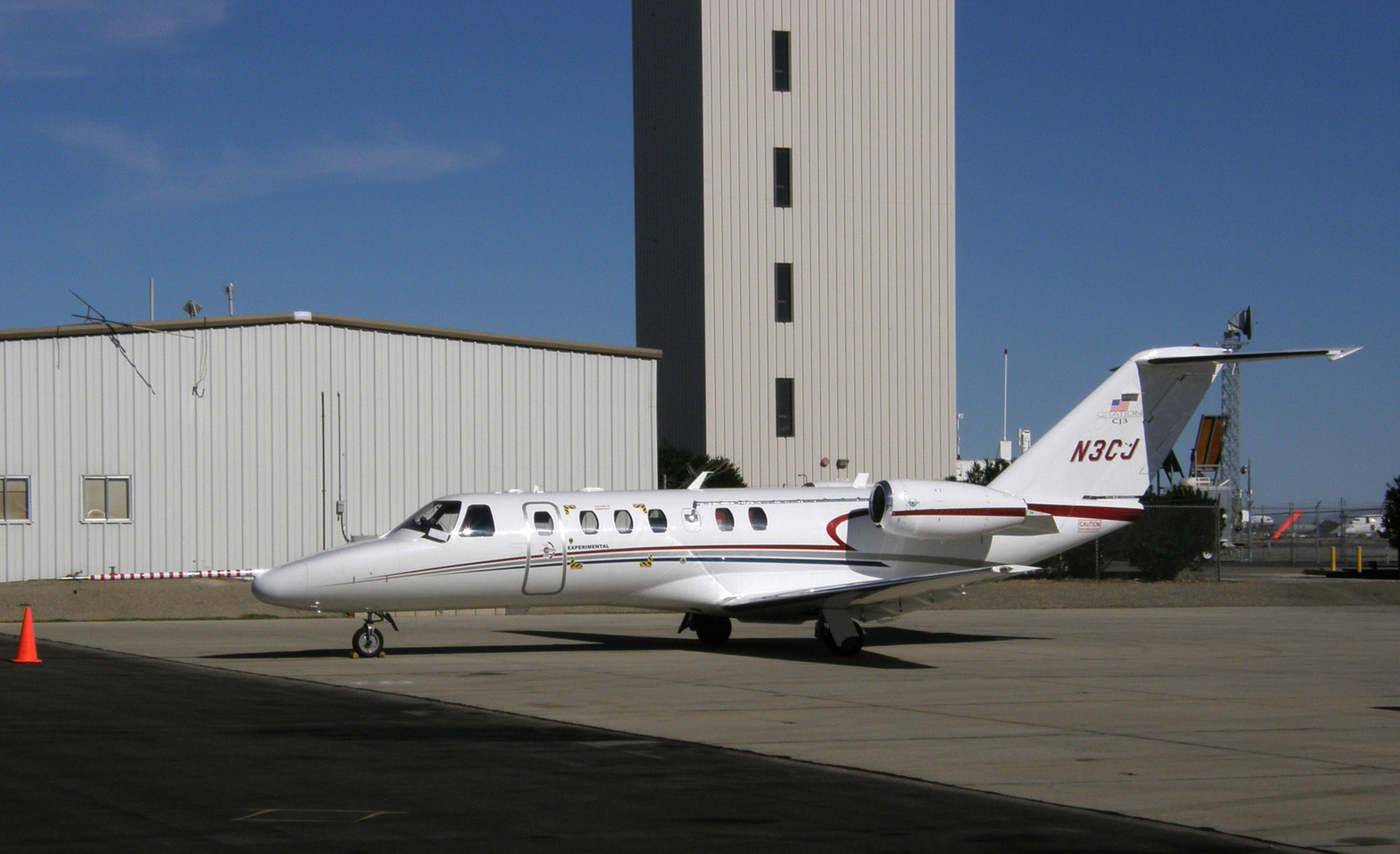
Cessna Citation CJ3

### Allgemeine Angaben
|                            | CJ1+                            | CJ2+                            | CJ3                             | CJ4                             |
| -------------------------- | ------------------------------- | ------------------------------- | ------------------------------- | ------------------------------- |
| Sitzplätze                 | 5+2                             | 6+2                             | 5+2                             | 6+2                             |
| Landepiste                 | 789 m                           | 908 m                           | 844 m                           | 812 m                           |
| Startstrecke               | 991 m                           | 1024 m                          | 969 m                           | 1006 m                          |
| (Neu)Kaufpreis             | $4,755 Mio.                     | $6,37 Mio.                      | $7,487 Mio.                     | $8,763 Mio.                     |
| Besatzung                  | 1–2*                            | 1–2*                            | 1–2*                            | 1–2*                            |
| Betriebskosten pro Stunde² | $976                            | $1075                           | $1129                           | $-                              |
| Triebwerke                 | 2 × Williams International FJ44 | 2 × Williams International FJ44 | 2 × Williams International FJ44 | 2 × Williams International FJ44 |
| Triebwerksversion          | FJ44-1AP                        | FJ44-3A-24                      | FJ44-3A                         | FJ44-4A                         |

* Single Pilot Certified (kann auch von nur einem Piloten geflogen werden).

² Tatsächliche Betriebskosten variieren abhängig von den Preisen für Treibstoff, Flughafengebühren, Ersatzteilkosten etc.

### Abmessungen
|                   | CJ1+    | CJ2+    | CJ3     | CJ4     |
| ----------------- | ------- | ------- | ------- | ------- |
| Länge             | 12,98 m | 14,53 m | 15,29 m | 16,26 m |
| Spannweite        | 14,3 m  | 15,19 m | 16,26 m | 15,49 m |
| Höhe              | 4,19 m  | 4,27 m  | 4,62 m  | 4,67 m  |
| Kabinenlänge      | 3,35 m  | 4,14 m  | 4,78 m  | 5,28 m  |
| Kabinenhöhe       | 1,45 m  | 1,45 m  | 1,45 m  | 1,45 m  |
| Kabinenbreite     | 1,47 m  | 1,47 m  | 1,47 m  | 1,47 m  |
| Gepäckraumvolumen | 1,3 m³  | 1,8 m³  | 1,8 m³  | 2,2 m³  |

### Massenangaben
|                 | CJ1+    | CJ2+    | CJ3     | CJ4     |
| --------------- | ------- | ------- | ------- | ------- |
| Leermasse       | 3810 kg | 4400 kg | 4767 kg | 5606 kg |
| Max. Nutzlast   | 626 kg  | 794 kg  | 821 kg  | 953 kg  |
| Max. Startmasse | 4853 kg | 5670 kg | 6291 kg | 7688 kg |
| Max. Landemasse | 4491 kg | 5228 kg | 5783 kg | 7031 kg |

### Leistung
|                           | CJ1+                   | CJ2+                    | CJ3                     | CJ4                     |
| ------------------------- | ---------------------- | ----------------------- | ----------------------- | ----------------------- |
| Max. Reisegeschwindigkeit | 720 km/h               | 774 km/h                | 772 km/h                | 839 km/h                |
| Max. Reichweite           | 2408 km                | 2987 km                 | 3472 km                 | 3708 km                 |
| Dienstgipfelhöhe          | 41.000 ft (12.497 m)   | 45.000 ft (13.716 m)    | 45.000 ft (13.716 m)    | 45.000 ft (13.716 m)    |
| Schub                     | 2 × 8,74 kN (1965 lbs) | 2 × 11,08 kN (2490 lbs) | 2 × 12,54 kN (2820 lbs) | 2 × 16,01 kN (3400 lbs) |

## Zwischenfälle
- Am 8. Oktober 2001 kollidierte eine McDonnell Douglas MD-87 der SAS Scandinavian Airlines (SE-DMA) beim Start auf dem Flughafen Mailand-Linate mit einem Cessna CitationJet CJ2 (D-IEVX) der Air Evex. Bei schlechter Sicht überfuhr der Privatjet den Runway, auf der sich gerade die DC-9 (MD-87) im Startlauf befand. Im Moment des Abhebens kollidierten die beiden Maschinen, wodurch bei der DC-9 das rechte Fahrwerk abgerissen wurde, das wiederum an der rechten Tragfläche die Landeklappen beschädigte und das rechte Triebwerk vom Rumpf riss. Die Maschine konnte noch kurz steigen, jedoch erzeugte das linke Triebwerk nicht genügend Schub, da es Fremdkörper eingesaugt hatte. Nachdem die Maschine wieder auf der Landebahn aufschlug, konnte noch der Umkehrschub aktiviert werden; jedoch stürzte die Maschine nach einigen hundert Metern in eine Gepäckhalle, die daraufhin teilweise einstürzte. Von den 110 Insassen überlebte niemand; außerdem wurden vier Personen in der Gepäckhalle und die vier Insassen des Privatjets getötet (siehe auch Flugzeugkollision von Mailand-Linate 2001).[8]